# الغزو الفارسي اليوناني الأول
الغزو الفارسي اليوناني الأول,أثناء الحروب الفارسية اليونانية، التي بدأت في عام 492 قبل الميلاد، وانتهت بفوز الأثنيون في معركة ماراثون في عام 490 قبل الميلاد.
وتتكون الغزوة من حملتين مميزتين، والذي أمر بها الملك الفارسي داريوس الأول من أجل معاقبة المينتان أثينا وأريتريا.
وقد اتحدت هذه المدن مع المدن الأيونية خلال ثورتهم ضد الحكم الفارسي، مما أثارا غضب داريوس.
وقال داريوس"هذه فرصة لتوسيع إمبراطوريتي إلى أوروبا ولتأمين الحدود الغربية من الإمبراطورية.